# Peter Orlovsky

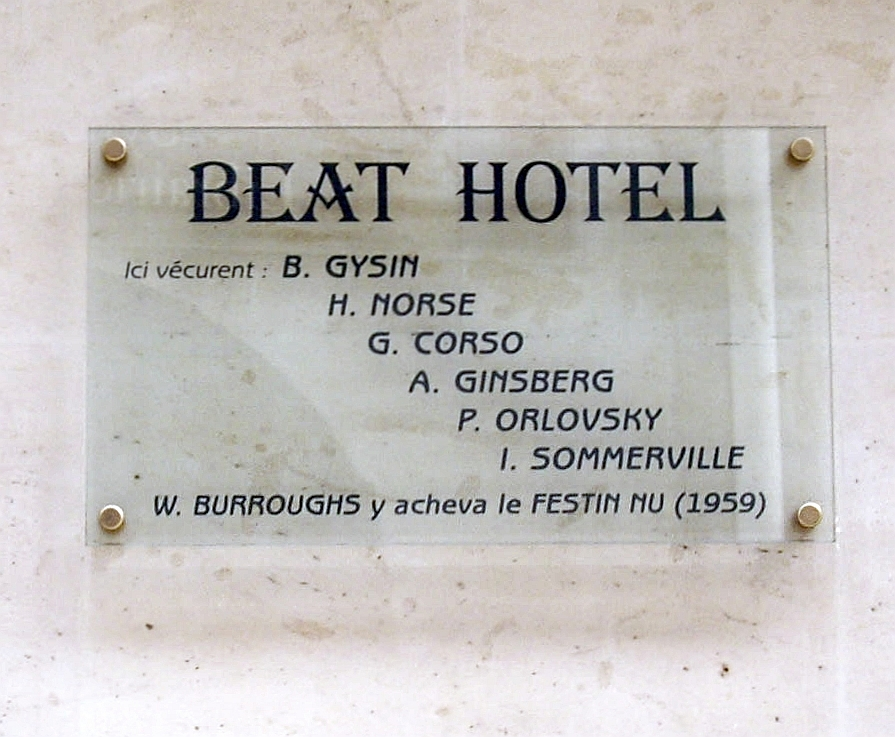
Tablica przy Rue Gît-le-Cœur w Paryżu, na cześć najsłynniejszych mieszkańców hotelu

Peter Orlovsky (ur. 8 lipca 1933, zm. 30 maja 2010 w Williston) – amerykański poeta związany z ruchem Beat Generation.
Urodzony w Nowym Jorku. Syn rosyjskiej pary – Olega i Kathariny Orlovskych. Dorastał w biedzie, w ostatniej klasie szkoły średniej musiał zrezygnować z dalszej nauki, by wspomóc zubożoną rodzinę. Podjął się wielu dorywczych zajęć, by ostatecznie rozpocząć stałą pracę w charakterze salowego w nowojorskim Creedmore State Mental Hospital.
W grudniu 1954 roku pracował jako model dla Roberta La Vigne'a w San Francisco; wówczas poznał Allena Ginsberga. Para spędziła razem blisko czterdzieści lat. Początkowo Orlovsky nie posiadał konkretnych aspiracji pisarskich, do pisania zachęcił go jednak Ginsberg podczas pobytu w Paryżu w roku 1957.
Zmarł 30 maja 2010 roku na raka płuc.

## Twórczość
- Dear Allen, Ship will land Jan 23, 58 (1971)
- Lepers Cry (1972)
- Clean Asshole Poems & Smiling Vegetable Songs (1978, 1992)
- Straight Hearts' Delight: Love Poems and Selected Letters (wspólnie z Allenem Ginsbergiem) (1980)
- Dick Tracy's Gelber Hut (1980)
- Sauber abgewischt (przetłumaczone na język niemiecki przez Marcusa Roloffa) (2020)

## Przypisy

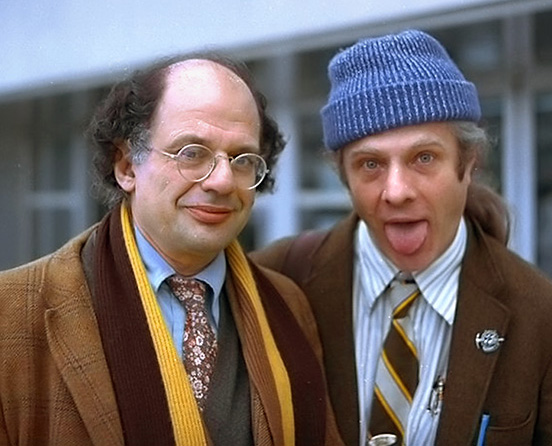
Allen Ginsberg i Peter Orlowski